# Martí de Barcelona
Martí de Barcelona fue el nombre religioso del capuchino español Jaume Bagunyà i Casanovas (Barcelona, aprox. 1895 — Moncada y Reixach, Barcelona, 1936).

## Biografía
Ingresó en la orden de los capuchinos y se estableció en el convento de los capuchinos de Sarriá. Se licenció en historia en la Universidad Católica de Lovaina, y desde 1926 dirigió la revista Estudios Franciscanos. El 1924 editó la Història de la primacia de la seu de Tarragona (Historia de la primacía de la Catedral de Tarragona), de Jaume Caresmar. Especializado en Francesc Eiximenis, transcribió la Doctrina compendiosa en 1929, que de hecho, como posteriormente se demostró, está atribuida a Francesc Eiximenis, y aunque el libro está inspirado por su pensamiento y doctrinas, no fue escrito directamente por él. Junto a los también capuchinos Norbert d’Ordal y Feliu de Tarragona, transcribió tres cientos cincuenta y dos capítulos del Terç de Lo Crestià (1929-32). También su interesante Ars Praedicandi Populo (Arte de predicación al pueblo), descubierto per él en Cracovia. Así mismo, escribió numerosos artículos sobre sociedad y cultura catalana medieval. Fue asesinado por la FAI al inicio de la Guerra Civil Española. Fue beatificado en la catedral de Barcelona el 21 de noviembre de 2015 junto con otros religiosos capuchinos asesinados durante la persecución religiosa de 1936.

## Obras

### Ediciones de obras de Francesc Eiximenis
- Doctrina Compendiosa. Barcelona. Editorial Barcino. 1929. 157 pp. (en catalán)

A cargo de Martí de Barcelona, O.F.M. Cap.
“Els Nostres Clàssics”. Colección A, n.º 24.
- Terç del Crestià. Volum I. Barcelona. Editorial Barcino. 1929. 318 pp. (en catalán)

A cargo de Martí de Barcelona y Norbert d’Ordal, O.F.M. Cap.
“Els nostres clàssics”. Colección B, n.º 1.
- Terç del Crestià. Volum II. Barcelona. Editorial Barcino. 1930. 302 pp. (en catalán)

A cargo de Martí de Barcelona y Norbert d’Ordal, O.F.M. Cap.
“Els nostres clàssics”. Colección B, n.º 2.
- Terç del Crestià. Volum III. Barcelona. Editorial Barcino. 1932. 296 pp. (en catalán)

A cargo de Martí de Barcelona y Feliu de Tarragona, O.F.M. Cap. 
“Els nostres clàssics”. Colección B, n.º 4.
- L’Ars Praedicandi de Fra Francesc Eiximenis. Martí de Barcelona, O.F.M. Cap. Dentro de Homenatge a Antoni Rubió i Lluch. Miscel·lània d’Estudis Literaris, Històrics i Lingüístics. Vol. II. Barcelona. 1936. 301-40. (en catalán) (en latín)

### Otros trabajos
- Fra Francesc Eiximenis. O.M. (1340?-1409). La seva vida, els seus escrits, la seva personalitat literària. EF, XL. 1928. 437-500. (en catalán)
- L’Església i l’Estat segons Francesc Eiximenis (I). Criterion, VII, octubre-diciembre de 1931. 325-38. (en catalán)
- L’Església i l’Estat segons Francesc Eiximenis (II). Criterion, VIII. 1932. 337-47. (en catalán)
- Notes descriptives dels manuscrits medievals de la Biblioteca Nacional de Madrid. EF, XLV. 1933. 337-404. (en catalán)
- Catalunya vista per Francesc Eiximenis. EF, XLVI. 1934. 79-97. (en catalán)
- Nous documents per a la biografia d'Arnau de Vilanova. AST XI. 1935. 85-128. (en catalán)
- Regesta de documents arnaldians coneguts. EF, XLVII. 1935. 261-300. (en catalán)
- La cultura catalana durant el regnat de Jaume II. EF XCI (1990), 213-295; XCII (1991), 127-245 y 383-492. (en catalán)